# Havis Amanda
La Havis Amanda es una estatua de mujer desnuda en una fuente en Helsinki, la capital de Finlandia. Fue esculpida por Ville Vallgren (1855-1940) en 1906 en París, pero no se erigió en su ubicación actual en la Plaza del Mercado en Kaartinkaupunki hasta 1908.
Havis Amanda es una de las obras modernistas parisinas de Vallgren. Está fundida en bronce y la fuente que la alberga es de granito. Ella es una sirena que se encuentra en las algas marinas y se levanta del agua, con cuatro peces que expulsan agua a sus pies, rodeados de cuatro lobos marinos. Se le representa inclinada hacia atrás como diciendo adiós a su elemento. La intención de Vallgren era simbolizar el renacimiento de Helsinki. La altura de la estatua es de 194 centímetros y con el pedestal se encuentra a 5 metros de altura. De acuerdo a las cartas de Vallgren el modelo para la estatua fue una dama parisina de 19 años de edad, Marcelle Delquini.